# Bogusława Pawelec

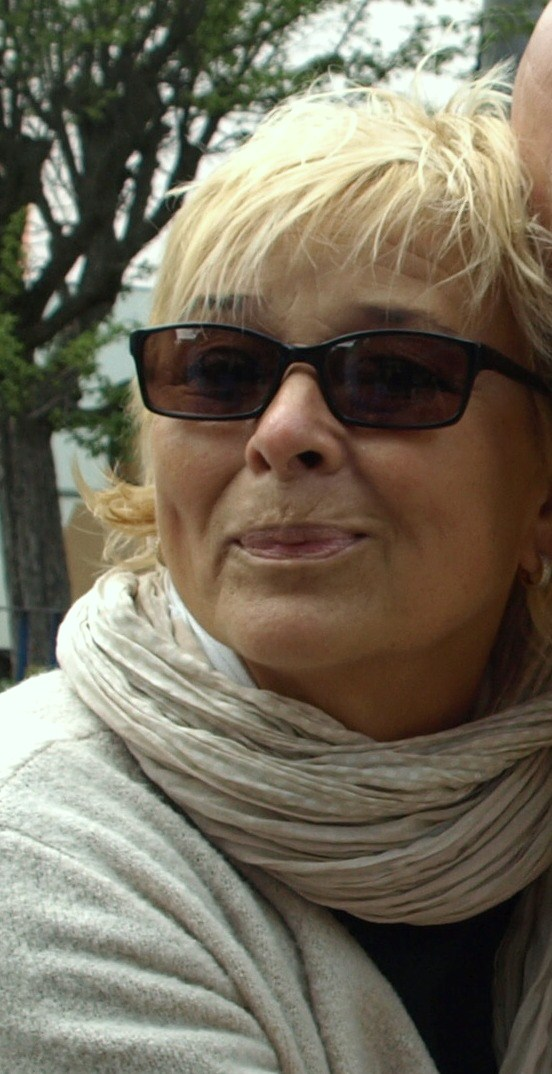
Bogusława Pawelec

Bogusława Pawelec (verheiratete Bogusława Pawelec-Małek; * 22. Juni 1954 in Danzig) ist eine polnische Schauspielerin.

## Leben
Bogusława Pawelec wurde 1954 in Danzig geboren. 1978 schloss sie ihr Schauspielstudium an der Staatliche Hochschule für Film, Fernsehen und Theater Łódź ab. Ihr Debüt gab sie am 3. Oktober 1977 auf der Bühne des Wybrzeże-Theaters in Danzig. Sie ist mit dem Schauspieler Maciej Małek verheiratet.
Sie erhielt das Verdienstkreuz der Republik Polen (Silber 2013 und Gold 17. Oktober 2018) und Gloria-Artis-Medaille für kulturelle Verdienste (Bronze 4. September 2009 und Silber 9. Oktober 2018).

## Filmografie
- 1977: Gorączka mleka
- 1977: Czysta chirurgia
- 1978: Wesela nie będzie
- 1978: Letarg
- 1978: Bezsenność
- 1979: Sytuacje rodzinne
- 1979: Moja mama
- 1981: Zderzenie
- 1981/87: Der Zufall möglicherweise (Przypadek)
- 1982: Gry i zabawy
- 1982: Bluszcz
- 1983: Sexmission (Seksmisja)
- 1983: Pamiątki Soplicy
- 1983: Freuda teoria snów
- 1986: Portret
- 1986: Korowód
- 1986: Komediantka
- 1986: Der kleine Magier (Cudowne dziecko)
- 1987: Komediantka
- 1989: Wesele
- 1989: Kanclerz
- 1989: Anatol
- 1990: Znaki
- 1990: Trans-Atlantyk
- 1990: Przeklęty pistolet
- 1991: Spójrzcie, kto do nas zawitał
- 1991: Requiem
- 1991: Epizod
- 1991: Filemon i przyjaciele
- 1993: Szelmostwa lisa Witalisa
- 1994: Najdawniej...
- 1995: Gracze
- 1997: Mamo, czy kury potrafią mówić?
- 1998: Ciotka
- 1999: Korytarz
- 2000: Pogłos
- 2000: Głód
- 2001: Tam i z powrotem
- 2001: M jak miłość
- 2001: Listy miłosne
- 2003–2005: Sprawa na dziś
- 2003–2020: Na Wspólnej
- 2004: Tajemnica kwiatu paproci
- 2005: Bracia
- 2006–2007: Dwie strony medalu
- 2007: Demakijaż
- 2008: Pożegnania
- 2008: Pitbull
- 2009: Ofiara
- 2009: Nogami w górę, głową w dół
- 2010: Bez nadawcy
- 2012: Konstrukcja własna
- 2012: Komisarz Alex
- 2013: Outside / Song
- 2014: Serce, serduszko
- 2014: Prawo Agaty
- 2014: Bürger (Obywatel)
- 2015: Zadanie elementarne
- 2017: Ultraviolet
- 2018: Dalej prosto
- 2019: Nic nie ginie
- 2019: Sasza
- 2019: Smak pho
- 2021: Cień
- 2023: Lamento No. 1
- 2023: Zostań ze mną